# Sermitsiaq (montagne)
Pour les articles homonymes, voir Sermitsiaq.
Le Sermitsiaq est une montagne d'une altitude de 1 179 mètres située au Groenland, sur l'île de Sermitsiaq à environ 15 kilomètres au nord-est de Nuuk, la capitale, qui est séparée de l'île par le fjord de Nuuk.